# Flaxieu
Flaxieu és un municipi francès situat al departament de l'Ain i a la regió d'Alvèrnia-Roine-Alps. L'any 2007 tenia 55 habitants.

## Demografia

### Població
El 2007 la població de fet de Flaxieu era de 55 persones. Hi havia 21 famílies de les quals 7 eren unipersonals (7 dones vivint soles i 7 dones vivint soles), 7 parelles sense fills i 7 parelles amb fills.
La població ha evolucionat segons el següent gràfic:
Habitants censats

### Habitatges
El 2007 hi havia 36 habitatges, 23 eren l'habitatge principal de la família, 10 eren segones residències i 3 estaven desocupats. Tots els 36 habitatges eren cases. Dels 23 habitatges principals, 18 estaven ocupats pels seus propietaris i 5 estaven llogats i ocupats pels llogaters; 1 tenia tres cambres, 3 en tenien quatre i 19 en tenien cinc o més. 19 habitatges disposaven pel capbaix d'una plaça de pàrquing. A 7 habitatges hi havia un automòbil i a 14 n'hi havia dos o més.

### Piràmide de població
La piràmide de població per edats i sexe el 2009 era:
| Homes | Edats   | Dones |
| ----- | ------- | ----- |
| 0     | 95 o +  | 0     |
| 0     | 90 a 94 | 0     |
| 0     | 85 a 89 | 0     |
| 0     | 80 a 84 | 4     |
| 4     | 75 a 79 | 0     |
| 0     | 70 a 74 | 4     |
| 0     | 65 a 69 | 0     |
| 0     | 60 a 64 | 0     |
| 8     | 55 a 59 | 0     |
| 4     | 50 a 54 | 8     |
| 4     | 45 a 49 | 4     |
| 0     | 40 a 44 | 0     |
| 0     | 35 a 39 | 0     |
| 0     | 30 a 34 | 0     |
| 0     | 25 a 29 | 4     |
| 4     | 20 a 24 | 0     |
| 0     | 15 a 19 | 0     |
| 0     | 10 a 14 | 0     |
| 0     | 5 a 9   | 0     |
| 0     | 0 a 4   | 0     |

## Economia
El 2007 la població en edat de treballar era de 28 persones, 19 eren actives i 9 eren inactives. Les 19 persones actives estaven ocupades(10 homes i 9 dones).. De les 9 persones inactives 4 estaven jubilades i 5 estaven classificades com a «altres inactius».
Activitats econòmiques
Dels 2 establiments que hi havia el 2007, 1 era d'una empresa extractiva i 1 d'una empresa de construcció.
L'únic servei als particulars que hi havia el 2009 era un electricista.
L'any 2000 a Flaxieu hi havia 7 explotacions agrícoles que ocupaven un total de 56 hectàrees.

## Poblacions més properes
El següent diagrama mostra les poblacions més properes.